# Лейді Іск'єрдо
Лейді Марсела Іск'єрдо Мендес (ісп. Leidy Marcela Izquierdo Méndez; нар. 30 червня 1989, Буга, Вальє-дель-Каука) — колумбійська борчиня вільного стилю, чемпіонка та срібна призерка Панамериканських чемпіонатів, срібна призерка чемпіонату Південної Америки, бронзова призерка Південноамериканських ігор, дворазова срібна бронзова призерка Центральноамериканських і Карибських ігор, срібна призерка Боліваріанських ігор.

## Життєпис
Боротьбою почала займатися з 2005 року. У 2008 році здобула срібну медаль Панамериканського чемпіонату серед юніорів.
Виступала за спортивний клуб «Бусідо» Буга. Тренер — Маріо Іск'єрдо (з 2012).

## Спортивні результати на міжнародних змаганнях

### Виступи на Чемпіонатах світу
| Змагання                        | Збірна   | Вагова категорія          | Місце |
| ------------------------------- | -------- | ------------------------- | ----- |
| Чемпіонат світу з боротьби 2013 | Колумбія | жіноча боротьба, до 67 кг | 8     |
| Чемпіонат світу з боротьби 2014 | Колумбія | жіноча боротьба, до 69 кг | 9     |
| Чемпіонат світу з боротьби 2018 | Колумбія | жіноча боротьба, до 65 кг | 12    |

### Виступи на Панамериканських чемпіонатах
| Змагання                                   | Збірна   | Вагова категорія          | Місце  |
| ------------------------------------------ | -------- | ------------------------- | ------ |
| Панамериканський чемпіонат з боротьби 2013 | Колумбія | жіноча боротьба, до 67 кг | Срібло |
| Панамериканський чемпіонат з боротьби 2014 | Колумбія | жіноча боротьба, до 67 кг | Золото |
| Панамериканський чемпіонат з боротьби 2016 | Колумбія | жіноча боротьба, до 63 кг | 5      |

### Виступи на Чемпіонатах Південної Америки
| Змагання                                    | Збірна   | Вагова категорія          | Місце  |
| ------------------------------------------- | -------- | ------------------------- | ------ |
| Чемпіонат Південної Америки з боротьби 2013 | Колумбія | жіноча боротьба, до 67 кг | Срібло |

### Виступи на Південноамериканських іграх
| Змагання                       | Збірна   | Вагова категорія          | Місце  |
| ------------------------------ | -------- | ------------------------- | ------ |
| Південноамериканські ігри 2014 | Колумбія | жіноча боротьба, до 69 кг | Бронза |

### Виступи на Центральноамериканських і Карибських іграх
| Змагання                                                | Збірна   | Вагова категорія          | Місце  |
| ------------------------------------------------------- | -------- | ------------------------- | ------ |
| Центральноамериканські і Карибські ігри 2014 (Сан-Хуан) | Колумбія | жіноча боротьба, до 69 кг | Срібло |
| Центральноамериканські і Карибські ігри 2014 (Веракрус) | Колумбія | жіноча боротьба, до 69 кг | Срібло |

### Виступи на Боліваріанських іграх
| Змагання                 | Збірна   | Вагова категорія          | Місце  |
| ------------------------ | -------- | ------------------------- | ------ |
| Боліваріанські ігри 2013 | Колумбія | жіноча боротьба, до 67 кг | Срібло |

### Виступи на інших змаганнях
| Змагання                                                         | Збірна   | Вагова категорія          | Місце  |
| ---------------------------------------------------------------- | -------- | ------------------------- | ------ |
| Кубок Гранми з боротьби 2014                                     | Колумбія | жіноча боротьба, до 69 кг | Срібло |
| Гран-прі Парижа з боротьби 2016                                  | Колумбія | жіноча боротьба, до 63 кг | 5      |
| Олімпійський кваліфікаційний турнір з боротьби 2016 (Фріско)     | Колумбія | жіноча боротьба, до 63 кг | 5      |
| Олімпійський кваліфікаційний турнір з боротьби 2016 (Улан-Батор) | Колумбія | жіноча боротьба, до 63 кг | 5      |
| Олімпійський кваліфікаційний турнір з боротьби 2016 (Стамбул)    | Колумбія | жіноча боротьба, до 63 кг | 7      |

### Виступи на змаганнях молодших вікових груп
| Змагання                                                 | Збірна   | Вагова категорія          | Місце  |
| -------------------------------------------------------- | -------- | ------------------------- | ------ |
| Панамериканський чемпіонат з боротьби серед юніорів 2008 | Колумбія | жіноча боротьба, до 59 кг | Срібло |